# 有房出租 (香港電台劇集)
《有房出租系列》（英語：Rooms to Let Series）是香港電台電視部拍攝製作的時事處境喜劇及單元劇系列，在無綫電視翡翠台播出，共分為兩輯：第一輯名為《有房出租》，共分為13集；第二輯名為《有房出租》，又名為《有房出租2010》，共分為18集。

## 外部連結
- 香港電台官方網站 - 有房出租(第一輯)
- 香港電台節目網站 - 有房出租(第一輯) （页面存档备份，存于）
- 香港電台官方網站 - 有房出租(第二輯)
- 香港電台節目網站 - 有房出租(第二輯) （页面存档备份，存于）